# Alfredo Guzzoni
Alfredo Guzzoni (12. april 1877 – 1965) var en italiensk officer, som deltog i både 1. verdenskrig og 2. verdenskrig. 

## Tidlige år
Guzzoni kom fra Mantua i Italien.

## Italienske hær
Guzzoni gik ind i den Kongelige italienske hær (Regio Esercito Italiana) i 1911 og kæmpede i 1. verdenskrig.
Efter den Anden italiensk-abessinske krig, blev Guzzoni udpeget som Eritreas guvernør. Han var guvernør fra 1936 til 1937.  
I 1939 havde Guzzoni en vigtig rolle i den italienske invasion af Albanien, og han blev øverstbefalende der i 1940. 
I juni 1940, efter at Italien var gået ind i 2. verdenskrig, ledede Guzzoni den italienske 4. armé under invasionen af Frankrig.  
Den 29. november 1940 efterfulgte Guzzoni Ubaldo Soddu som vicekrigsminister og næstkommanderende for overkommandoen.
I 1943 var Guzzoni general for den 6. armé på Sicilien og var kommandør for aksemagternes tropper på Sicilien under den allierede invasion af øen.

## Armégruppe Liguria
Guzzoni endte krigen som øverstbefalende for Armégruppe Liguria. Det var en italiensk-tysk hær (Esercito Nazionale Repubblicano) i den Mussolini-tro  Salò-republik. (Repubblica Sociale Italiana eller RSI). Salò-republikkens hær blev opbygget i 1943, efter at Italien havde kapituleret, og den italienske diktator Benito Mussolini var blevet befriet af tyskerne. Salò-republikkens hær blev opløst ved kapitulationen i 1945. Armégruppe Liguria omfattede mange tyske enheder, og de italienske enheder blev også brugt i tyske operationer.